# (34755) 2001 QW120
2001 QW120 (asteroide 34755) é um asteroide da cintura principal. Possui uma excentricidade de 0.32549320 e uma inclinação de 22.09349º.
Este asteroide foi descoberto no dia 19 de agosto de 2001 por LINEAR em Socorro.